# Бельговский, Марк Леонидович
Марк Леонидович Бельговский (20 марта 1906, Полтава — 15 апреля 1959, Москва) — советский генетик, изучавший индуцированный мутагенез и влияние генотипической среды на мутабильность генов.

## Биография
Родился 20 марта 1906 года в Полтаве, в семье земского деятеля, члена кадетской партии Леонида Ивановича Бельговского. В 1930 году окончил Ленинградский университет по специальности «генетика». Ещё студентом в 1928—1929 гг. принимал участие в Киргизской животноводческой экспедиции, организованной лабораторией генетики АН СССР. После окончания университета был направлен на работу во Всесоюзном институте животноводства, в котором проработал с 1930 по 1933 гг. В 1933 году перешёл на работу в Институт генетики АН СССР. С 1933 по 1937 гг. М. Л. Бельговский работал под руководством американского генетика Германа Мёллера, который возглавлял в этом институте лабораторию проблем гена и мутагенеза.
Во время Великой Отечественной войны в 1942 году был призван. После обучения в артиллерийском училище в Рязани, с 1943 по 1945 гг. находился в действующей армии. Награждён медалью «За отвагу» (1944), орденом Красной звезды (1944), орденом Отечественной войны II степени (1945).
В 1946 году М. Л. Бельговский был переведён в Институт цитологии, гистологии и эмбриологии АН СССР, откуда в 1948 году был уволен вместе с другими генетиками после августовской сессии ВАСХНИЛ. После этого М. Л. Бельговский два года не имел возможности заниматься экспериментальной работой, в это время, благодаря блестящему знанию иностранных языков, он занимался научными переводами. С 1950 по 1955 год М. Л. Бельговский работал в Институте леса, в которой возглавлял лабораторию защиты леса. В этой работе ему помогало наличие хорошего энтомологического образования.
В ноябре 1955 года М. Л. Бельговский перешёл в вновь организованную в Институте биофизики лабораторию радиационной генетики, руководителем которой был Н. П. Дубинин. Там он работал вплоть до своей скоропостижной смерти.
Скончался от инсульта 15 апреля 1959 года в Москве в возрасте 53 года. Похоронен на Даниловском кладбище.

## Научные работы
Основное направление научных исследований — изучение влияния генотипической среды на мутабильность генов, механику хромосомных перестроек и выяснение действия этих факторов на изменение функций гена.
Одним из первых применил математические методы для анализа природы индуцированных хромосомных перестроек.
М. Л. Бельговский был прекрасным переводчиком и перевёл с английского около 10 научных изданий. Вёл раздел «Генетика» в журнале научной информации АН СССР. Его перу принадлежали основные статьи, связанные с проблемой гена, написанные для Большой Советской Энциклопедии и Большой Медицинской Энциклопедии.

### Избранные статьи
- Belgovsky M. L. A comparison of the frequency of induced mutations in Drosophila simulans and in its hybrid with D. melanogaster //Genetica. — 1937. — Т. 19. — №. 4. — С. 370—386.
- Belgovsky M. L., Muller H. J. Further evidence of the prevalence of minute rearrangement and absence of simple breakage in and near chromocentral regions, and its bearing on the mechanisms of mosaicism and rearrangement //Genetics. — 1938. — Т. 23. — С. 139—140.
- Belgovsky M. L. Influence of inert regions of chromosomes on the frequency of occurrence and type of changes in the adjacent active sections //Bull. Acad. Sci. USSR, Ser. Biol. — 1938. — Т. 6. — С. 1017—1036.
- Belgovsky M. L. Dependence of the frequency of minute chromosome rearrangements in Drosophila melanogaster upon X-ray dosage //Bull. Acad. Sci. USSR, Ser. Biol. — 1939. — С. 159—170.
- Belgovsky M. L. et al. Organization of the cell and the chromosome theory of heredity //Bull. Acad. Sci. URSS, Ser. Biol. — 1940. — №. 5. — С. 662-87.
- Бельговский М. Л. К вопросу о механизме осуществления мозаичности, связанной с гетерохроматическими районами хромосом //Журн. общ. биологии. — 1944. — Т. 5. — №. 6. — С. 325—356.
- Belgovsky M. L. On the causes of mosaicism associated with heterochromatic chromosome regions //American Naturalist. — 1946. — С. 180—185.
- Бельговский М. Л. Вредные насекомые в лесных посадках Деркульской станции по полезащитному лесоразведению //Тр. Ин-та леса АН СССР. — 1956. — Т. 30. — С. 343—363.
- Бельговский М. Л. Связь между систематическим положением вяза гладкого и его повреждением насекомыми //Сообщ. Инст. леса АН СССР. — 1955. — Т. 4.
- Бельговский М. Л. Наследование устойчивости насекомых к инсектицидам //Зоол. журнал — 1958. — Т. 37. — №. 7. — С. 1024—1038.
- Бельговский М. Л. Генетика устойчивости насекомых к инсектицидам //Сборник «Устойчивость членистоногих к инсектицидам». М., Изд. Ин-та мед. паразитол. и тропич. мед. им. ЕИ Марциновского. — 1960.
- Abeleva E. A., Belgovsky M. L., Potekhina N. A. Induction of mutations in non-irradiated chromosomes of oocytes after fertilization by irradiated gametes //Radiobiologiya. — 1961. — Т. 1. — С. 123—127.

## Личная жизнь
Марк Бельговский был женат на Александре Прокофьевой-Бельговской, с которой вместе работал в Институте генетики АН СССР. У них был сын — Игорь Маркович Бельговский (1934—1992), доктор физико-математических наук.